# Turchi in Germania
I turchi in Germania (tedesco: Türken in Deutschland, turco: Almanya Türkleri) formano la più grande comunità straniera del paese.
Ad oggi, 1,55 milioni di persone in Germania detengono ancora la cittadinanza turca.

## Storia
Benché vi fossero precedenti di migranti anatolici già in epoca ottomana, fu a metà del XX secolo che la Germania occidentale sentì l'esigenza di orientare e regolare un'apposita politica dei flussi di lavoratori: essa sperimentava il Wirtschaftswunder ("miracolo economico") e, tuttavia, la costruzione del muro di Berlino nel 1961 aveva esacerbato la crisi del lavoro della Germania occidentale (limitando il flusso di immigrati dalla Germania orientale). Di conseguenza, nello stesso anno, il governo della Germania occidentale firmò un accordo di reclutamento di manodopera con la Repubblica di Turchia il 30 ottobre 1961 e invitò ufficialmente il popolo turco ad emigrare nel paese. Nel 1961-1962, i datori di lavoro tedeschi hanno svolto un ruolo cruciale nel fare pressione sullo Stato per porre fine alla clausola di durata, in origine limitata a soli due anni, dell'accordo sui Gastarbeiter ("lavoratore ospite") in modo che i lavoratori turchi potessero rimanere più a lungo nella Germania occidentale.
La maggior parte dei turchi emigrati nella Germania occidentale intendeva vivere lì temporaneamente e poi tornare in Turchia in modo da poter costruire una nuova vita con i soldi guadagnati. In effetti, la migrazione di ritorno era aumentata durante la recessione del 1966-1967, la crisi petrolifera del 1973, seguita dalla politica di concessione di bonus di emigrazione nei primi anni '80. Tuttavia, il numero di migranti turchi che sono tornati in Turchia alla fine è rimasto relativamente basso rispetto al numero di immigrati turchi che arrivano in Germania: ciò fu in parte dovuto ai diritti di ricongiungimento familiare introdotti nel 1974 che consentivano ai lavoratori turchi di portare le loro famiglie in Germania. Di conseguenza, tra il 1974 e il 1988 il numero di turchi in Germania è quasi raddoppiato, acquisendo un rapporto tra i sessi normalizzato e un profilo di età molto più giovane rispetto alla popolazione tedesca. Una volta reintrodotto il reclutamento di lavoratori stranieri, dopo la recessione del 1967, la BfA (Bundesversicherungsanstalt für Angestellte) ha concesso la maggior parte dei visti di lavoro alle donne. Ciò era in parte dovuto al fatto che la carenza di manodopera continuava in lavori di servizio a bassa retribuzione e di basso livello come l'elettronica, il tessile e il lavoro nell'abbigliamento; ma ciò avvenne anche, in parte, per favorire l'obiettivo del ricongiungimento familiare.

## Demografia
| stato (lander)                                                                                      | Numero di turchi | % della popolazione regionale | % di turchi in Germania |
| --------------------------------------------------------------------------------------------------- | ---------------- | ----------------------------- | ----------------------- |
| Renania Settentrionale-Vestfalia                                                                    | 1.019.000        | 5.7                           | 34.0                    |
| Baden-Württemberg                                                                                   | 508.000          | 4.7                           | 16.9                    |
| Baviera                                                                                             | 377.000          | 3.0                           | 12.6                    |
| Assia                                                                                               | 283.000          | 4.6                           | 9.4                     |
| Berlino                                                                                             | 218.000          | 6.2                           | 7.3                     |
| Bassa Sassonia                                                                                      | 221.000          | 2.8                           | 7.4                     |
| Renania-Palatinato                                                                                  | 122.000          | 3.1                           | 4.1                     |
| Amburgo                                                                                             | 93.000           | 5.2                           | 3.1                     |
| Schleswig-Holstein                                                                                  | 60.000           | 2.1                           | 2.0                     |
| Brema                                                                                               | 49.000           | 7.4                           | 1.6                     |
| Sassonia, Turingia, Sassonia-Anhalt, Brandeburgo, Meclemburgo-Pomerania Anteriore (ex Germania Est) | 25.000           | 0.2                           | 0.8                     |
| Saarland                                                                                            | 23.000           | 2.3                           | 0.8                     |
| Totale                                                                                              | 2.998.000        | 3.7                           | 100.0                   |